# Monomma singaporense
Monomma singaporense es una especie de coleóptero de la familia Monommatidae.

## Distribución geográfica
Habita en Singapur.